# Double or Nothing 2022
Double or Nothing 2022 è stata la quarta edizione dell'omonimo pay-per-view di wrestling prodotto dalla All Elite Wrestling e si è svolta il 29 maggio 2022 alla T-Mobile Arena di Paradise, Nevada. Nel corso dell'evento verranno decretati i vincitori della Owen Hart Cup.

## Storyline
Il 20 settembre 2021, la All Elite Wrestling, annunciò in collaborazione con la Owen Hart Foundation, la nascita della Owen Hart Cup, per onorare Owen Hart (1965-1999), importante wrestler della World Wrestling Federation morto tragicamente nel corso del pay-per-view Over the Edge. Successivamente fu annunciato che i tornei sarebbero stati due (maschile e femminile) e che le due finali si sarebbero svolte nel corso di Double or Nothing.

## Risultati
| #     | Match | Stipulazioni                                                    | Durata |
| ----- | --- | --------------------------------------------------------------- | ------ |
| BuyIn | Hook e Danhausen hanno sconfitto Tony Nese e Mark Sterling                                                                                         | Tag team match                                                  | 5:20   |
| 1     | Wardlow ha sconfitto MJF | Single match                                                    | 7:30   |
| 2     | The Hardys hanno sconfitto The Young Bucks | Tag team match                                                  | 19:15  |
| 3     | Jade Cargill (c) ha sconfitto Anna Jay | Single match per l'AEW TBS Championship                         | 7:25   |
| 4     | Malakai Black, Buddy Matthews e Brody King hanno sconfitto Pac, Penta Oscuro e Rey Fénix                                                           | Six-man tag team match                                          | 15:35  |
| 5     | Adam Cole ha sconfitto Samoa Joe | Single match per la finale dell'Owen Hart Foundation Tournament | 12:30  |
| 6     | Britt Baker ha sconfitto Ruby Soho | Single match per la finale dell'Owen Hart Foundation Tournament | 13:20  |
| 7     | Ethan Page, Scorpio Sky e Paige VanZant hanno sconfitto Frankie Kazarian, Sammy Guevara e Tay Conti                                                | Six-person tag team match                                       | 12:30  |
| 8     | Kyle O'Reilly ha sconfitto Darby Allin | Single match                                                    | 9:50   |
| 9     | Thunder Rosa (c) ha sconfitto Serena Deeb | Single match per l'AEW Women's World Championship               | 16:55  |
| 10    | Chris Jericho, Matt Menard, Angelo Parker, Daniel Garcia e Jake Hager hanno sconfitto Bryan Danielson, Jon Moxley, Eddie Kingston, Santana & Ortiz | Anarchy in the arena match                                      | 22:45  |
| 11    | Jurassic Express (c) hanno sconfitto Keith Lee e Swerve Strickland e Powerhouse Hobbs e Ricky Starks                                               | Three-way tag team match per l'AEW World Tag Team Championship  | 17:15  |
| 12    | CM Punk ha sconfitto Adam Page (c) | Single match per l'AEW World Championship                       | 25:40  |